# Power Player Super Joy III

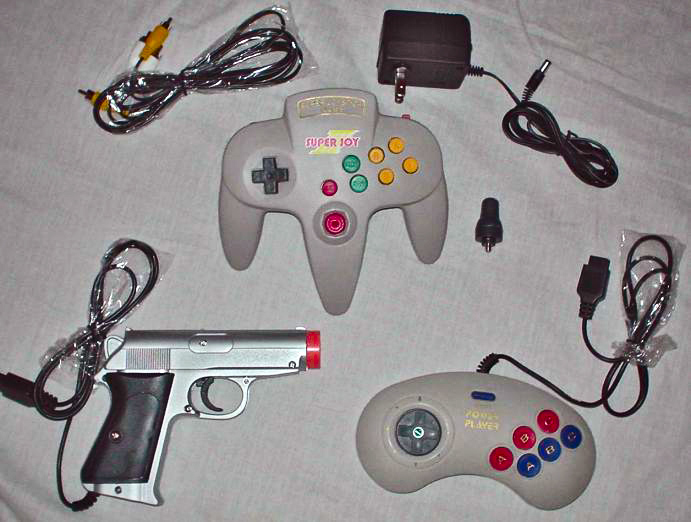
Power Player Super Joy III.

Las consolas Power Player Super Joy III (anteriormente conocidas como Power Games) son una línea de clones piratas del Nintendo Entertainment System fabricados por NRTRADE y vendidos en Estados Unidos, Brasil, Europa, Asia y Australia. El sistema se parece a un joystick de Nintendo 64 y se conecta directamente a la televisión.
El sistema incluye 76 juegos, aunque la caja suele anunciar que tiene más de 1000. Casi todos los juegos incluidos fueron lanzados originalmente para el NES o el Famicom (la versión japonesa del NES), pero hay algunos creados por el fabricante para aumentar el número de juegos disponibles. La mayoría de los juegos tienen su logotipo removido para ahorrar espacio en la memoria y para esconder la verdadera procedencia del juego.

## Juegos incluidos
Muchos de los juegos tienen su nombre abreviado o incorrectamente escrito en el menú de selección.
- 10-Yard Fight
- 1942
- Aladdin III ("Magic Carpet 1001")
- Antarctic Adventure (listado como "ANTARCTIC")
- Arkanoid (listado como "ARKONOID")
- Balloon Fight
- Battle City (listado como "DESERT TANK" y "SPEED TANK")
- Binary Land (listado como "BINARY & LAND")
- Bird Week
- Bomberman (listado como "BOMBERMAN")
- Burgertime
- Championship Lode Runner (listado como "LODE RUNNER 2")
- Circus Charlie
- Clay Shoot (listado como "CLAY SHOOTING", este juego es en realidad parte de "Duck Hunt")
- Clu Clu Land
- Contra
- Devil World
- Dig Dug
- Door Door
- Donkey Kong, Jr. (listado como "DONKEY KONG 2" y "MONKEY")
- Donkey Kong, Jr. Math (listado como "CALCULATOR")
- Duck Hunt
- Elevator Action
- Excitebike
- Exerion
- F-1 Race
- Field Combat (listado como "COMBAT")
- Formation Z
- Front Line
- Galaga (como "GALAZA")
- Golf
- Gomoku Narabe (listado como "Chess", "Five Chess" o "Chinese Chess")
- Gyrodine
- Raid on Bungeling Bay (listado como "Helicopter")
- Hogan's Alley
- Ice Climber
- Joust
- Karateka (listado como "Tekken")
- Lunar Pool (listado como "LUNAR BALL")
- Macross
- Magic Jewelry
- Mario Bros.
- Mappy (listado incorrectamente como "PACMAN")
- Mighty Bomb Jack
- Millipede
- Ninja Kun (listado como "Ninja I")
- Nuts & Milk(listado como "Milk & Nuts")
- Brush Roller (listado como "Brush Roll" y "Paint")
- Pinball
- Pooyan
- Popeye
- Road Fighter
- Slalom
- Sky Destroyer
- Space Invaders (listado como "SPACE ET")
- Spartan X (listado como as "SPARTANX," más comúnmente conocido como "Kung Fu Master")
- Sqoon
- Star Force
- Star Gate
- Super Arabian (listado as "ARABIAN")
- Super Dynamix
- Super Mario Bros.
- Tag Team Match M.U.S.C.L.E. (listado como "WWF")
- Tennis
- Tetris (Tengen) (como "Tetris 2")
- Twinbee
- Urban Champion
- Warpman (listado incorrectamente como "BURGERTIME")
- Wild Gunman
- World Soccer
- Yie-Ar Kung Fu (listado como "King of Fighter")

- Datos: Q3400939